# Ruffigné
Ruffigné är en kommun i departementet Loire-Atlantique i regionen Pays de la Loire i nordvästra Frankrike. Kommunen ligger i kantonen Châteaubriant som tillhör arrondissementet Châteaubriant. År 2022 hade Ruffigné 705 invånare.

## Befolkningsutveckling
Antalet invånare i kommunen Ruffigné
| Referens: INSEE |